# Paul Wachtsmuth

Paul Wachtsmuth

Paul Wachtsmuth (* 15. Mai 1879 in Mitau, Gouvernement Kurland, Russisches Kaiserreich; † 20. März 1919 in Riga, Lettische SPR), mit vollem Namen Paul Alexander Hermann Walter Wachtsmuth, auch Paul Wachsmuth geschrieben, lettisch Pauls Vahtsmuts beziehungsweise Pauls Vahsmuts, war ein deutsch-baltischer Pastor. Er gilt als evangelischer Märtyrer und ist auf dem Rigaer Märtyrerstein verzeichnet.
Die Datumsangaben in diesem Artikel richten sich, wenn nicht anders angegeben, für den Zeitraum bis 1918 nach dem julianischen Kalender.

## Leben
Paul Wachtsmuths Vater war der Oberhofgerichtsadvokat Paul Wachtsmuth. Paul Wachtsmuth der Jüngere ging im Jahr 1887 zum Gouvernements-Gymnasium in Mitau und von 1888 bis 1892 zur Stavenhagenschen Schule. Von 1892 bis 1894 besuchte er Privatkurse in Mitau. Von 1894 bis 1897 ging er dann in Sankt Petersburg zur Petrischule. Dies war damals der einzige Ort in Russland, an dem das Abitur in deutscher Sprache abgelegt werden konnte. Wachtsmuth profitierte von der im Vergleich zu seiner Heimat urbaneren Umgebung.
Er studierte zunächst von 1897 bis 1901 an der Kaiserlichen Universität Dorpat Theologie. 1897 wurde er in die Studentenverbindung Curonia aufgenommen. In dieser war er Burschenrichter, Chargierter und Ehrenrichter. Seit dem 15. September 1899 war er Mitglied des Theologischen Vereins Dorpat; 1900 wurde er dessen Protokollführer, 1901 dessen Präses. 1900 erhielt er eine goldene Preismedaille. Er schloss sein Studium mit dem Kandidatengrad ab. 1902 bestand er seine Prüfungen vor dem Konsistorium in Mitau.
Im Jahr 1902 erhielt er von der Curonia ein Reisestipendium. Mit dieser Finanzierung ging er von 1902 bis 1903 zu Studienzwecken nach Deutschland, zunächst nach Berlin, was seinen Horizont noch mehr erweiterte. Für drei Monate konnte er bei der Berliner Stadtmission arbeiten, während diese von Adolf Stoecker geleitet wurde. In dieser Zeit entwickelte er sein Verständnis für die bedeutenden sozialen Aufgaben der Kirche. Auch besuchte er die von Georg Wilhelm Schulze („Tränenschulze“) gegründete Jesus-Gemeinde, welche damals vom Stadtmissionsinspektor Max Braun betreut wurde. Das Gemeindeideal, das Wachtsmuth hier kennenlernte, versuchte er später in seiner eigenen Gemeinde zu verwirklichen.
Danach, im Jahre 1903, besuchte er die Von Bodelschwinghschen Anstalten Bethel, wo ein bedeutender Vertreter der inneren Mission, Friedrich von Bodelschwingh der Ältere, ihn ausbildete. Die Zeit im dortigen Kandidatenkonvikt erschien ihm bereichernd.
Wachtsmuth hielt sein Probejahr von Juni bis September 1902 bei Pastor Krüger in Sessau in Kurland und von September bis November 1903 bei Pastor Seeberg in Doblen in Kurland. Er wurde am 9. November 1903 in Mitau von Generalsuperintendent Panck ordiniert. Von 1903 bis 1905 war er Pastor-Adjunkt für die lettische Gemeinde in Doblen. Am 30. Dezember 1903 heiratete er Marianne Schwartz († 1922), eine Tochter des Rigaer Oberlehrers Nikolai Schwartz.

### Rektor der Diakonissenanstalt in Mitau
1905 wurde Paul Wachtsmuth zum Pastor der deutschen Stadtgemeinde St. Johannis in Mitau sowie zum Rektor und Hausprediger an der örtlichen Diakonissenanstalt gewählt. Damit wurde er Nachfolger von Pastor Katterfeld, der als Vater der Inneren Mission in Kurland galt, und ein Schüler Wilhelm Löhes war. Paul Wachtsmuth führte hier keine Neuerungen ein, sondern führte Bewährtes fort. Er versuchte, die Gemeinde hinsichtlich Gottesdienst und Dienst am Nächsten zu beleben. Die Diakonissen sollten ein „Stoßtrupp im Kampfe der Kirche mit dem Reiche der Finsternis“ werden. Mit seiner dankbaren Art gewann er die Menschen und Mittel für seine Arbeit.
Im Januar 1907 war er Schriftführer bei der Missionskonferenz in Dorpat.
Auf der Nachmittagssitzung der kurländischen Provinzialsynode am 4. September 1908 referierte er über die Stellung der Diakonie innerhalb der allgemeinen Wohlfahrtspflege. Wegen Zeitmangels musste er den Vortrag am Folgetag fortsetzen; es folgte eine rege Debatte.
Als Pastor der Johanniskirche war Wachtsmuth auch Leiter derer Kindergottesdienste. Im Dezember 1908 nahm er entsprechend an der Feier zum 25-jährigen Bestehen der Kindergottesdienste an der St. Trinitatiskirche teil. Dabei sprach er die Begrüßungsworte und übergab ein aufwendig gestaltetes Protokollbuch als Festgeschenk. Außerdem hielt er einen Vortrag über das Verhältnis der Kindergottesdienste zum Religionsunterricht.
Am 27. Februar 1909 hielt er die Gedächtnisrede und vollzog die Beerdigung für den damals bekannten Lehrer Heinrich Seesemann; am 2. Juni 1909 sprach er bei der Beerdigung des ebenfalls bekannten Arztes Dr. med. Leo Baron Sacken, der an der ophthalmologischen Klinik der Diakonissenanstalt gearbeitet hatte.
Im März 1910 informierte Wachtsmuth in den Mitteilungen und Nachrichten für die evangelische Kirche in Rußland über die Provinzialsynode, die im September 1909 in Mitau stattfand.
Im selben Jahr erhielt er einen Ruf vom Kollegium der Leipziger Mission, er möge Missionssuperintendent in Indien werden. Da sich das tropische Klima schlecht auf die angeschlagene Gesundheit seiner Frau ausgewirkt hätte, musste er diese Stelle ablehnen. Die Bitte verstärkte aber seine Bemühungen, für die äußere Mission zu werben.
Im Mai 1912 hielt Wachtsmuth eine Trauerrede und vollzog die Beerdigung für den damals bekannten Feuerwehrchef Mag. J. Hertel.
Am 4. Februar 1913 beteiligte sich Wachtsmuth an den Feierlichkeiten zum 25-jährigen Bestehen des Kandauer Diakonie-Krankenhauses. Dabei überbrachte er die Grüße des von ihm geleiteten Mutterhauses sowie ein Altarbild und dankte für die Hilfe des örtlichen Pastorats und der Ärzte für die Schwestern.
Im Januar 1914 nahm Wachtsmuth an der 8. Tagung der livländischen Missions-Konferenz in Dorpat teil und überbrachte die Grüße der kurländischen Missionskonferenz.

### Prodeutsche Haltung während des Ersten Weltkrieges
Im Juli 1914 brach der Erste Weltkrieg aus. Viele Deutsch-Balten idealisierten in dieser Zeit alles Deutsche, da die russische Vorherrschaft ihnen zahlreiche Nachteile gebracht hatte. Paul Wachtsmuth lehnte eine solche Idealisierung ab. Andererseits weigerte er sich trotz Strafandrohung, im Kirchengebet die Formulierung „um den Sieg in dem uns aufgezwungenen Kriege“ zu verwenden, die von den russischen Behörden gefordert wurde. Er hielt das Deutsche Reich nicht für den Verursacher des Krieges und hoffte auch auf dessen Sieg, da er der Ansicht war, dass die Lutherische Kirche im Baltikum davon profitieren werde.
Im Jahr 1915 erzwangen die russischen Behörden den Rücktritt der Oberin. Es wurde behauptet, sie habe russische Nonnen beleidigt. Marie Schlieps wurde ihre Nachfolgerin. Sie wurde eine wertvolle Mitarbeiterin. Auch Wachtsmuth war Repressionen durch die russische Gendarmerie ausgesetzt. Im Verhör bekannte er offen seine ablehnende Haltung zu deren Vorgehensweise, weshalb geplant wurde, ihn ins Innere Russlands zu verbannen.
Der Verschickungsbefehl konnte nicht mehr ausgeführt werden, weil Mitau am 1. August 1915 von deutschen Truppen erobert wurde. Wachtsmuth war sehr zufrieden mit dieser Entwicklung und glaubte, nun folge eine hoffnungsvolle Zukunft für das Baltikum. Die Arbeit im Diakonissenhaus und dem Lazarett, das dort eingerichtet wurde, brachte ihm viele Kontakte mit Deutschen innerhalb und außerhalb der Armee, die er sehr schätzte, auch da diese seine innere Missionsarbeit förderten. Er hatte weitreichende Pläne, welche die Arbeit mit Gefallenen und Gefangenen betrafen und gründete den Frauenhilfsverein. Entsprechende Gründungen gab es in Mitau und anderen Städten. Die negativen Folgen des Krieges brachten ihm neue Aufgaben.
1917 gründete er die Zeitschrift „Kelle und Schwert“. Diese sollte das Interesse an der christlich motivierten Aufbauarbeit wecken und das soziale Bewusstsein ansprechen. Er meinte, die Kirche müsse sich mit der Gemeinschaftsbewegung verbinden, und glaubte, am Beginn eines neuen Zeitalters zu stehen. Es sei für die Zukunft der Kirche essentiell, dass Christen sich nun ihrer spezifischen Pflichten bewusst würden. In Verbindung mit dem neuen Zeitalter sah er aber auch das Gericht Gottes kommen.

### Verhaftung durch Bolschewiki
Während des Lettischen Unabhängigkeitskrieges, am 9. Januar 1919, kam es zur sowjetrussischen Besetzung Mitaus. Viele hatten die Stadt panikartig verlassen, aber weder die Bedürftigen, noch die Diakonissen konnten fliehen. So blieb auch Paul Wachtsmuth. In der Januarausgabe von „Kelle und Schwert“ äußerte er, es sei beruhigend zu wissen, dass man den Posten nicht verlassen solle, an den Gott einen gestellt hat, da Gott auch bei einem bleibe. Er zitierte dort auch Martin Luthers „Ein feste Burg“, wo es heißt, dass dem Gläubigen bei allen Verlusten das Reich Gottes bleibe.
Beim Abzug der deutschen Truppen war das Munitionslager gesprengt worden, wodurch sämtliche Fenster der Johanniskirche zerstört worden waren. Die Gottesdienste wurden deshalb im Betsaal des Diakonissenhauses gefeiert. Die Gemeinde war eingeschüchtert und fragte sich, was die Zukunft bringen werde und wie die Situation dann zu tragen sei. Der Pastor tröstete sie mit dem Wort Gottes und dem Abendmahl. Die Lage verschlechterte sich, und es kam zu Hausdurchsuchungen in Pastorat und Diakonissenhaus, deren Ausführung den Verdacht nahelegte, dass im Diakonissenhaus jemand für die Bolschewiki spionierte.
In dieser Zeit erkrankte ein bolschewistischer Kommissar an einer Grippe, musste aber weiter arbeiten. So wurde er drei Tage später mit einer schweren Lungenentzündung in das Diakonissenhaus eingeliefert. Die Nachtwache beobachtete diesen Patienten die Nacht über mit stündlichen Besuchen. Bei der Übergabe an die Tageswache war sein Zustand unverändert. Aber wenige Minuten später sprang er aus dem Bett, kollabierte und starb, wie seine beiden Zimmergenossen berichteten. Bei der Denunziantin handelte es sich um die lettische Pflegerin G., die dem Roten Kreuz angehörte, vor dem Hunger aus St. Petersburg geflohen und dann vor längerer Zeit aus karitativen Gründen in das Diakonissenhaus aufgenommen worden war. Sie meldete nun der politischen Abteilung, dass die Schuld für den Todesfall bei den Diakonissen zu suchen sei, und dass es sich möglicherweise sogar um einen Giftmord handeln könne. Ein Untersuchungsausschuss wurde einberufen. Pastor Paul Wachtsmuth und die Oberin Marie Schlieps wurden umgehend am 18. Februar 1919 verhaftet; die Beerdigung des Kommissars erfolgte unmittelbar danach, ohne dass eine forensische Untersuchung hinsichtlich der Frage eines Giftmordes oder eine Befragung des behandelnden Arztes oder der zuständigen Schwester stattgefunden hätte.
Bei dem Diakonissenhaus handelte es sich um eine bedeutende christliche Einrichtung. Oskar Schabert vermutete in seinem Baltischen Märtyrerbuch (siehe unter „Literatur“), dass nur ein Vorwand gesucht wurde, um durch die Verhaftung der beiden Führungspersönlichkeiten eine Institution zu vernichten, die nicht zur atheistischen Philosophie der Bolschewiki passte.

### Hausdurchsuchung im Diakonissenhaus
Eine Woche nach Wachtsmuths Verhaftung fand eine weitere Hausdurchsuchung im Diakonissenhaus statt. Die genannte Pflegerin und eine weitere Frau lettischer Ethnie, die von Marie Schlieps als untauglich für das Diakonissenamt befunden worden war, aber bis zu einer Einstellung durch die Bolschewiki im Diakonissenhaus bleiben durfte, führten den Trupp dabei. Die beiden Frauen lachten und tänzelten, und die an der Durchsuchung Beteiligten freuten sich über die angeblichen Beweismittel. Diese bestanden in einem alten, zurückgelassenen Helm eines Stabsarztes der Armee des Deutschen Reiches, die Mitau während des Ersten Weltkrieges besetzt hatte, einem Koffer mit fremder Wäsche, die dem Haus überlassen worden war, und einem Kasten mit Silbergegenständen, die nicht abgeliefert worden waren.

### Haft in Mitau
Die Haftbedingungen waren sehr hart. Die Zelle war meist ungeheizt, stark überbelegt und unbeleuchtet. Ferner wurden die Gefangenen ungenügend ernährt, auch die Möglichkeiten für die Körperpflege waren völlig unzureichend. In den ersten Wochen erhielten die Gefangenen die Suppe, die ihnen von Verwandten gebracht wurde; später kamen die Nahrungsmittel, die beim Gefängnis abgegeben wurden, nicht mehr bei den Inhaftierten an. Nach zwei Wochen Haft brach Fleckfieber bei den Gefangenen aus. Die Überfüllung des Gefängnisses durch die tägliche Zuführung neuer Gefangener führte dazu, dass die weiblichen Inhaftierten in das Frauengefängnis überführt wurden.
Paul Wachtsmuth war zehn Jahre lang Gefängnispfarrer gewesen. Auch als er nun selbst Gefangener war, nahm er diese Aufgabe wahr. So hielt er tägliche Morgen- und Abendandachten ab. Danach nahm er seelsorgerische Aufgaben wahr. Ein Bankbeamter schrieb seiner Frau: „Ich wäre verzweifelt, wenn mich nicht Pastor Wachtsmuth gestärkt und aufgerichtet hätte.“ Die Wand zur Nebenzelle wies einige kleine Ritzen auf, die von früheren Inhaftierten in langer Arbeit hergestellt worden waren. Wachtsmuth riss nun Seiten aus seiner Taschenbibel heraus und schob sie mit einem Draht durch die Ritzen zur Nachbarzelle, in der unter anderem sechs Todeskandidaten saßen. Diese hatten um das Abendmahlssakrament gebeten, was die Bolschewiki aber untersagt hatten. Stattdessen, so Wachtsmuths Absicht, sollten sie sich nun am Wort Gottes stärken.
Er schrieb zahlreiche Briefe aus der Gefangenschaft, die später (1930) in die Biographie Paul Wachtsmuth. Ein Hochwegwanderer aus der Schar baltischen Märtyrer. (Siehe Kapitel „Literatur“) eingingen. Darin drückte er seine Freude aus, wie dankbar seine Dienste als Pfarrer hier angenommen wurden, die er teilweise auch der Nachbarzelle zukommen lassen konnte, und dass er meist guten Mutes sei und sich Gott nie fern fühle. Ferner erwähnte er seine häufige Bibellektüre und dass Marie Schlieps im Betsaal des Gefängnisses, in dem sich ein Krankenzimmer befand, als Pflegerin arbeiten konnte. Sein Schicksal betrachtete er als ungewiss, aber in Gottes Hand liegend. Er bedankte sich für die Fürbitte seiner Gemeinde. Er berichtete darüber, wie täglich ein Abschnitt der Passionsgeschichte gelesen wurde, den er dann ins Lettische übersetzte. Anschließend folgte ein Gebet. An einem Sonntag konnte Gottesdienst gefeiert werden, mit dem Lied O Haupt voll Blut und Wunden, der Auslegung des biblischen Berichts über Jesus in Gethsemane, einem Gebet und dem Segen.

### Verhör
Ein sehr langes Verhör fand am 5. März statt, als angeblich genug Beweise vorlagen. Paul Wachtsmuth und Marie Schlieps wurden sorgfältig über den deutschen Helm und die Wäsche befragt, die bei der Hausdurchsuchung gefunden worden waren, während die Silbergegenstände nicht erwähnt wurden. Möglicherweise hatten die Beteiligten der Durchsuchung sich diese angeeignet. Das Verhör betraf auch die politische Einstellung gegenüber den Bolschewiki, nicht aber den Todesfall, der zu den Verhaftungen geführt hatte. Es war aber wohl beabsichtigt, diesen als Mord darzustellen. Obwohl keine ausreichenden Beweise vorlagen, blieben Pastor und Oberin in Haft. Eine Verurteilung sollte erst später stattfinden, wozu es aber nicht mehr kam.

### Erschießungen
Noch einige Wochen vor der Rückeroberung Mitaus durch die Baltische Landeswehr wurden Hinrichtungen durch die Bolschewiki erst nach entsprechenden Todesurteilen durch ein Tribunal vollstreckt. Die Situation für die Gefangenen verschlechterte sich aber täglich mit dem Herannahen der feindlichen Truppen. So wurden in einer Nacht 40 bis 50 Gefangene beiderlei Geschlechts ohne vorherige Verhandlung erschossen. Sie kamen in ein Massengrab und wurden dort vergraben, ohne dass vorher ihr Tod festgestellt worden wäre.

### Via dolorosa
Die etwa 240 Gefangenen der Bolschewiki, darunter Paul Wachtsmuth, sollten am 18. März 1919, nur eine Stunde vor der Rückeroberung Mitaus, bei Temperaturen von −14 °C im Schneesturm und bei Dunkelheit über etwa 42 km in größter Eile in 13 Stunden als Geiseln über die Hauptstraße nach Riga geführt werden, ohne dass sie Pausen einlegen durften. Sie wurden mit Peitschenhieben und Stößen von Gewehrkolben vorangetrieben. Wer aufgrund seines Alters oder einer Krankheit liegenblieb, wurde erschossen. Nur die Hälfte der Geiseln überlebte den Marsch. So berichtete die Libausche Zeitung am 7. April, dass auf den ersten 15 km des Weges zahlreiche Leichen gefunden worden waren. Sie wiesen Schuss- und Säbel-Wunden sowie Spuren von Nagaikahieben auf. Paul Wachtsmuth stützte auf dem Weg einen schwer Erkrankten, der schließlich zusammenbrach und liegen blieb. Marie Schlieps, die am Ende des Zuges ging, stützte eine 75-jährige Frau, die vor Entkräftung nicht mehr laufen konnte. Einer der Bolschewiki rief: „Wo ist Schlieps?“ Diese antwortete: „Hier ist Marie Schlieps.“ Unverzüglich trafen sie sechs Kugeln. Sie und die alte Frau, die ebenfalls erschossen wurde, blieben tot auf der Straße zurück, die später in Anlehnung an den Leidensweg Jesu als via dolorosa bezeichnet wurde. Zahlreiche junge Männer konnten allerdings im Schutz der Dunkelheit fliehen; der Rest erreichte Riga. Von den 130 Frauen, die in diesem Zug getrieben wurden, erreichten nur 86 das Ziel.

### Haft in Riga und Tod
Am 19. März 1919 wurde Paul Wachtsmuth im Rigaer Zentralgefängnis inhaftiert. Am 20. März schrieb er seinem Bruder aus dem Gefängnis, dass er in Riga angekommen war. Er meinte darin:

„Was aus uns weiter werden wird, ist uns unbekannt, Gott weiß es und geht mit uns. Es ist schwer, aber Gott gibt täglich neue Kraft, wir können täglich Andacht halten, wie in Mitau.“

Nur wenige Stunden später wurde Paul Wachtsmuth aus seiner Zelle beordert und von den Bolschewiki getötet. Die genauen Todesumstände sind unbekannt. Worte, die er seinen Mitgefangenen oft gesagt hatte, waren:

„Wir werden ja den Heiland bald sehen.“

Wachtsmuths Tod wurde erst nach dem 7. April bekannt. Er und Marie Schlieps waren die ersten Märtyrer der Diakonissen-Mutterhäuser des Kaiserswerther Verbands.

## Werke
- Aus einem kurländischen Diakonissenhause im Weltkriege in: Vierteljahrsschrift f. Innere Mission. 36.1916

## Nachleben
Der Erlös der 1930 herausgegebenen Biographie Paul Wachtsmuth. Ein Hochgewanderter aus der Zahl der baltischen Märtyrer. kam dem Neubau des Diakonissenhauses zugute. In der Mitauer St.-Johannis-Kirche wurde eine Gedenktafel zu Wachtsmuths Ehren angebracht.